# Радіо
Ра́діо (від лат. radio — випромінюю) — загальна назва методів безпровідного передавання та отримання інформації за допомогою електромагнітних хвиль радіочастотного діапазону. Передавання інформації здійснюють у системах радіозв'язку, радіомовлення, телебачення, радіокерування, активної радіолокації тощо. У системах пасивної радіолокації, пеленгації й подібних здійснюють тільки отримання інформації. Словом радіо також скорочено називають радіомовлення — засіб масової інформації, призначений для широкої аудиторії, й побутові радіоприймачі.
У побуті словом радіо називали також дротові абонентські гучномовці. Поєднання радіоприймача та електричного програвача платівок мало назву радіола. Поєднання радіоприймача та магнітофона — радіомагнітола. Поєднання радіоприймача, телевізора, програвача платівок та/або магнітофона — радіокомбайн.
Як мас-медіа радіо набуло популярності на початку XX століття. У другій половині XX століття його популярність поступилася телебаченню, але радіо досі (на початок XXI століття) залишається доволі популярним, конкуруючи з телебаченням та Інтернетом. У час свого розквіту радіо було потужним засобом масової пропаганди й тому технічним засобом, що значно вплинув на історію людства. Діапазон радіопередач, проте, дуже широкий, крім новин і пропагандистських матеріалів, радіопрограми включають трансляцію розважальних передач: музики й театральних постановок, спортивних подій, освітніх програм тощо.

## Фізичний принцип

Діаграма передачі звуку за допомогою радіосигналу (AM та FM)

Радіозв'язок використовує сигнали радіочастотного діапазону, тобто частот, що набагато перевищують частоти акустичних сигналів. Тому для здійснення передачі акустичні сигнали накладають на високочастотну основу, здійснюючи модуляцію, а при прийомі демодулюють, відтворюючи початковий сигнал.
Наприклад, при передаванні звукової інформації голос оператора створює акустичні звукові коливання, які в мікрофоні перетворюються у відповідні їм електричні коливання звукової частоти — це так званий модулюючий сигнал, який надходить у передавальний пристрій. Там генеруються гармонічні так звані носійні (призначені для «перенесення» інформації в просторі) коливання, частота яких значно перевищує частоту модулюючого сигналу. Один або декілька з параметрів носійного коливання (амплітуда, частота, фаза) змінюється відповідно до зміни модулюючого сигналу. Модульовані носійні коливання випромінюються передавальною антеною у простір у вигляді електромагнітних радіохвиль. Вони надходять до приймальної антени радіоприймача разом із безліччю інших радіохвиль від інших передавальних пристроїв та джерел завад: природних (в основному блискавки) та штучних. У приймачі здійснюється вибір (селекція), підсилення, демодуляція (детектування) переданих модульованих носійних коливань. У результаті отримують електричні коливання звукової частоти, які в гучномовці відтворюють голос оператора.
З розвитком радіоелектроніки крім передавання аналогового сигналу стали використовувати також цифровий формат кодування — виникло цифрове радіо. Такий формат дозволяє, серед іншого, записувати й зберігати радіопередачі на електронних носіях інформації, передавати їх через Інтернет тощо.
Подібними принципами послуговуються, крім власне радіо, також інші засоби безпровідного радіозв'язку, наприклад телебачення, яке, втім вимагає для кодування зображення вищих частот, мобільні телефони, WiFi тощо.

## Історія радіо

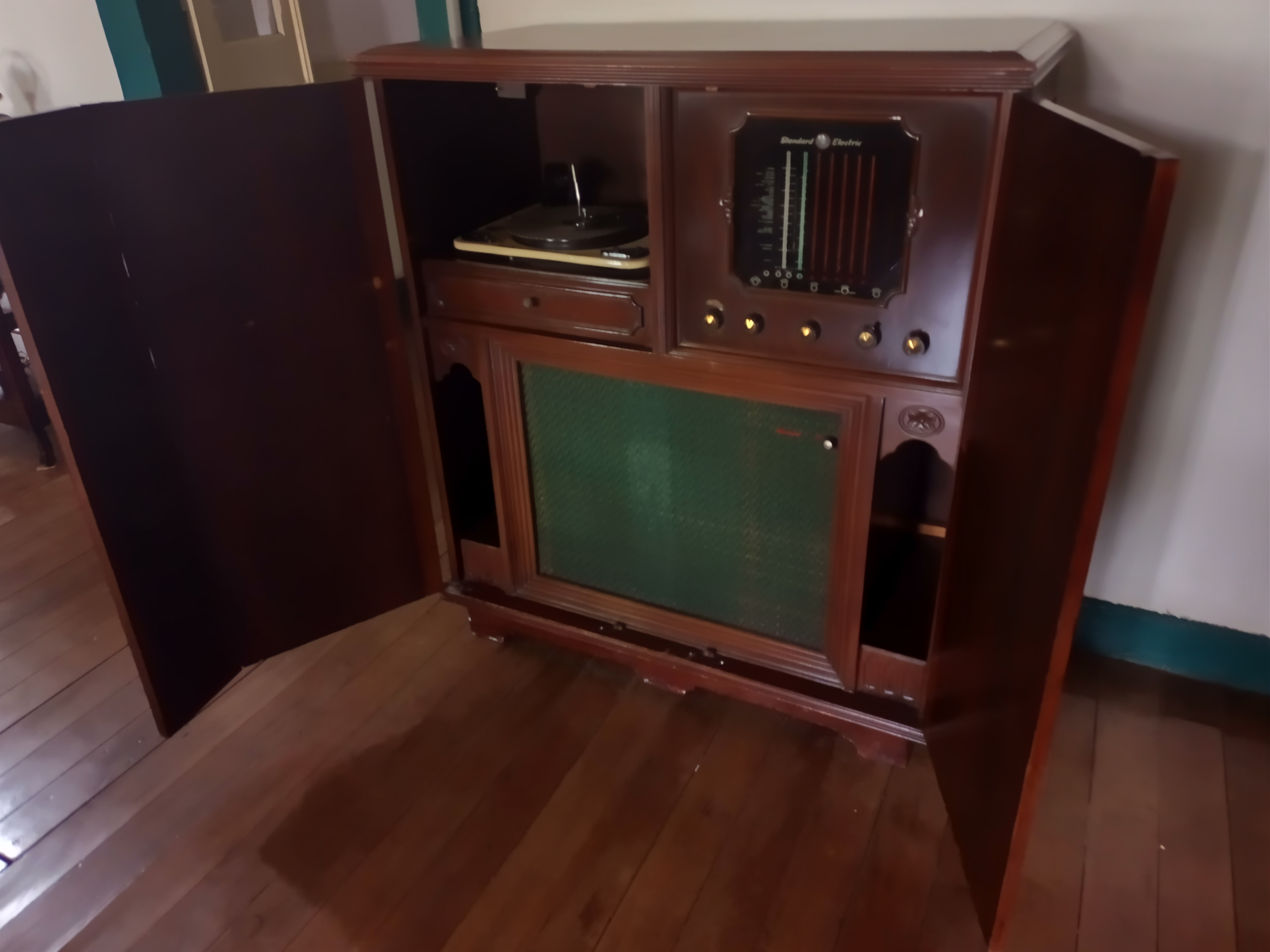

Питання першості у відкритті радіо у різних країнах трактується по-різному, тому що розвиток радіо був еволюційним, протягом двох століть. Теоретичні засади радіо були сформульовані англійським вченим Джеймсом Кларком Максвеллом 1878 року. Практичне підтвердження теорії Максвела 1886 року здійснив німецький вчений Генріх Герц, який побудував передавач і приймач радіохвиль та дослідив їхню інтерференцію, дифракцію, поляризацію, відбиття. Це дало потужний поштовх для практичного використання отриманих результатів і побудови досконаліших приймальних та передавальних пристроїв. Практичну розробку та застосування радіопристроїв здійснювали Нікола Тесла в Америці, Олівер Лодж, Гульєльмо Марконі в Європі, Джагадіш Ч.Бос в Бенгалії, Олександр Попов в Росії, Микола Пильчиков, Семен Айзенштейн, Сергій Жидковський в Україні та інші.
Подальший розвиток радіо відбувався завдяки вдосконаленню передавачів та приймачів. 1904 року Джон Амброз Флемінг винайшов електровакуумну лампу, яка замінила когерер як детектор. Тріод (лампу з керувальною сіткою, заповнену парою ртуті) запатентував 4 березня 1906 року австрієць Роберт фон Лібен та незалежно 25 жовтня 1906 року Лі де Форест. Але практичне застосування вони знайшли не раніше 1912-го, коли дослідники дотямили, що ці лампи можна використовувати для підсилення.
До 1920 року технологія вакуумних ламп дозріла до рівня практичного застосування для радіомовлення. Однак перша передача звукового сигналу відбулася уже напередодні Різдва 1906 року завдяки Реджиналду Фессендену, хоча це питання дискусійне.. Серед перших дослідників багато намагалися створити щось на зразок радіотелефона для двостороннього спілкування, однак були й такі, що ставили перед собою мету транслювати передачі для широкої аудиторії. Чарлз Герролд почав радіомовлення в Каліфорнії 1909 року.

## Типи модуляції та діапазони для радіомовлення
Радіомовлення використовує, в основному, два типи модуляції сигналу — амплітудну (AM) та частотну (FM), планується широке впровадження цифрового радіо. FM-радіо має перевагу над амплітудним, оскільки допомагає подолати проблему завад, пов'язаних з інтерференцією сигналів різних станцій. Початковою перевагою AM-радіо була відносна простота радіоприймача, однак на початок XXI століття практично всі побутові радіоприймачі можуть приймати як амплітудномодульований, так і частотномодульований сигнал. Завдяки цьому FM-радіо набуло більшої популярності в містах, де відстані менші. У сільській місцевості переважає AM-радіо.
За частотними діапазонами радіосигнали поділяються на довгохвильові, короткохвильові та ультракороткохвильові. Виділяють також середні хвилі між короткохвильовим та довгохвильовим діапазонами. Хвилі різних діапазонів по різному поширюються над поверхнею Землі. Довгі хвилі за рахунок дифракції можуть обігнути Землю, але цей діапазон доволі вузький, і його використовує обмежене число радіостанцій, здебільшого в Європі. Середні та в основному короткі хвилі можуть поширюватися на значні відстані завдяки відбиттю від іоносфери. Це основний діапазон державного радіомовлення та мовлення на закордон. Ультракороткі хвилі мають незначну відстань поширення (діапазон прямої видимості), але він найкраще підходить для FM-радіо.

Будинок у Херсоні, в якому була обладнана перша в Україні цивільна радіостанція та встановлено бездротовий зв'язок між Херсоном та Голою Пристанню

Меморіальна дошка на будівлі Голопристанської міської ради

## Українські радіостанції в еміграції
На еміграції радіопересилання українською мовою передають щоденно на Україну державні радіостанції «Голос Америки» з Вашингтону та «Голос Канади» з Оттави, як також напівофіційне американське Радіо «Свобода» з Мюнхена. В усіх цих радіостанціях існують для цього окремі українські відділи. З Риму українські програми на Україну і для українців на еміграції передає українська секція Радіо Ватикану під керівництвом отців Василіян. Українські радіопрограми включені у радіопередачі деяких радіостанцій Риму, Мадриду та інші, а також Бразилії й Аргентини. Ведуться україномовні радіопрограми, здебільша пів- чи одногодинні, у рамках радіомовлення приватних американських і канадських радіостанцій по великих містах США і Канади.

## Радіослухачі в Україні
Одна з найактивніших аудиторій радіо — це автомобілісти. За даними міжгалузевого індустріального об'єднання «Радіокомітет», у містах України з населенням понад 50 тисяч хоча б раз упродовж доби контактує з радіо в автомобілі 31 % чоловіків, серед жінок цей показник становить 15 %. Типовий слухач-автомобіліст має дохід вище середнього, він одружений, його вік 25—44 роки. Пік слухання радіо в автомобілі припадає на ранок і день. Зокрема, найпопулярніші слоти: 8:00—9:00 год, а також з 10:00 до 15:00 год. У вечірні години на високому рівні увага утримується до 19:00 год. і відтоді починає падати — о цій порі радіо починають активніше слухати вдома.
Дані другої хвилі дослідження, яке здійснює компанія GfK на замовлення «Радіокомітету», свідчать про те, що серед радіослухачів побільшало власників авто. Якщо 2014 року їх було 53,42 % (дані другої хвилі дослідження), то у 2015 їхня кількість зросла до 57,3 %.